# Champigny-sur-Marne
Champigny-sur-Marne és un municipi francès, situat al departament de Val-de-Marne i a la regió de l'Illa de França. L'any 1999 tenia 74.237 habitants.
Està dividit entre el cantó de Champigny-sur-Marne-1 i el cantó de Champigny-sur-Marne-2, del districte de Nogent-sur-Marne. I des del 2016, de la divisió Paris-Est-Marne et Bois de la Metròpoli del Gran París.
Situat a la vora del riu Marne, és una localitat residencial.